# Rain Dances
Rain Dances — пятый студийный альбом британской прог-рок-группы Camel, вышедший в 1977 году.

## Список композиций

### Сторона 1
1. «First Light» — 5:01 (Латимер, Барденс)
2. «Metrognome» — 4:15 (Латимер, Барденс)
3. «Tell Me» — 4:06 (Латимер, Барденс)
4. «Highways of the Sun» — 4:29 (Латимер, Барденс)

### Сторона 2
1. «Unevensong» — 5:35 (Латимер, Барденс, Уорд)
2. «One of These Days I'll Get an Early Night» — 5:53 (Латимер, Барденс, Уорд, Синклер, Коллинз)
3. «Elke» — 4:26 (Латимер)
4. «Skylines» — 4:24 (Латимер, Барденс, Уорд)
5. «Rain Dances» — 3:01 (Латимер, Барденс)

## Участники записи
- Эндрю Латимер (англ. Andrew Latimer) — гитара, флейта, вокал, клавишные (на «Elke» и «Rain Dances»), бас-гитара (на «Skylines»)
- Питер Барденс (англ. Peter Bardens) — клавишные
- Ричард Синклер (англ. Richard Sinclair) — бас-гитара, лидирующий вокал (на "Metrognome", "Tell Me" и "Unevensong")
- Энди Уорд (англ. Andy Ward) — ударные, перкуссия, говорящий барабан, окарина
- Мел Коллинз (англ. Mel Collins) - саксофон, флейта